# Harsyra
Harsyra (Oxalis acetosella), i Bohuslän också kallad surklöver, är en flerårig växt inom släktet oxalisar och familjen harsyreväxter. Andra äldre namnformer är harväppling, gökmat, värhane, göksyra, kukukål, qvällsöf, töstgräs. Bladen är ätbara och har en syrlig smak, vilket beror på den höga halten oxalsyra. För mycket oxalsyra kan vara skadligt, så den ska inte ätas i stora mängder.

## Utseende och fortplantning
Harsyra blir fem till tio cm hög och växer med smala, krypande, fjälliga och greniga jordstammar. Dess blad och blommor utgår direkt från jordstammen. Bladen är glest håriga och har ofta en rödaktig undersida. I maj-juni förökar sig plantan sexuellt med hjälp av oftast bara en ensam blomma, som bär ett par stödblad mitt på det långa skaftet. Denna blommas kronblad blir åtta till tolv millimeter långa och är till färgen vanligtvis vita med lila ådror, men exemplar med rosa eller rödlila kronblad förekommer också. Frökapseln blir cirka tre millimeter och är grönvit. Sommartid bär den självbefruktande kleistogama blommor, som alltså aldrig slår ut.

## Utbredning
Harsyra är vanlig i Norden och återfinns vanligen på frisk till fuktig, skuggig, näringsrik mark, såsom granskog, lövskog, hagmarker, skogsbryn, alkärr och raviner. Dess utbredning i Norden sträcker sig till södra och mellersta Finland, södra och mellersta Sverige, hela Norge, Danmark, Färöarna samt ett litet område på östra Island.

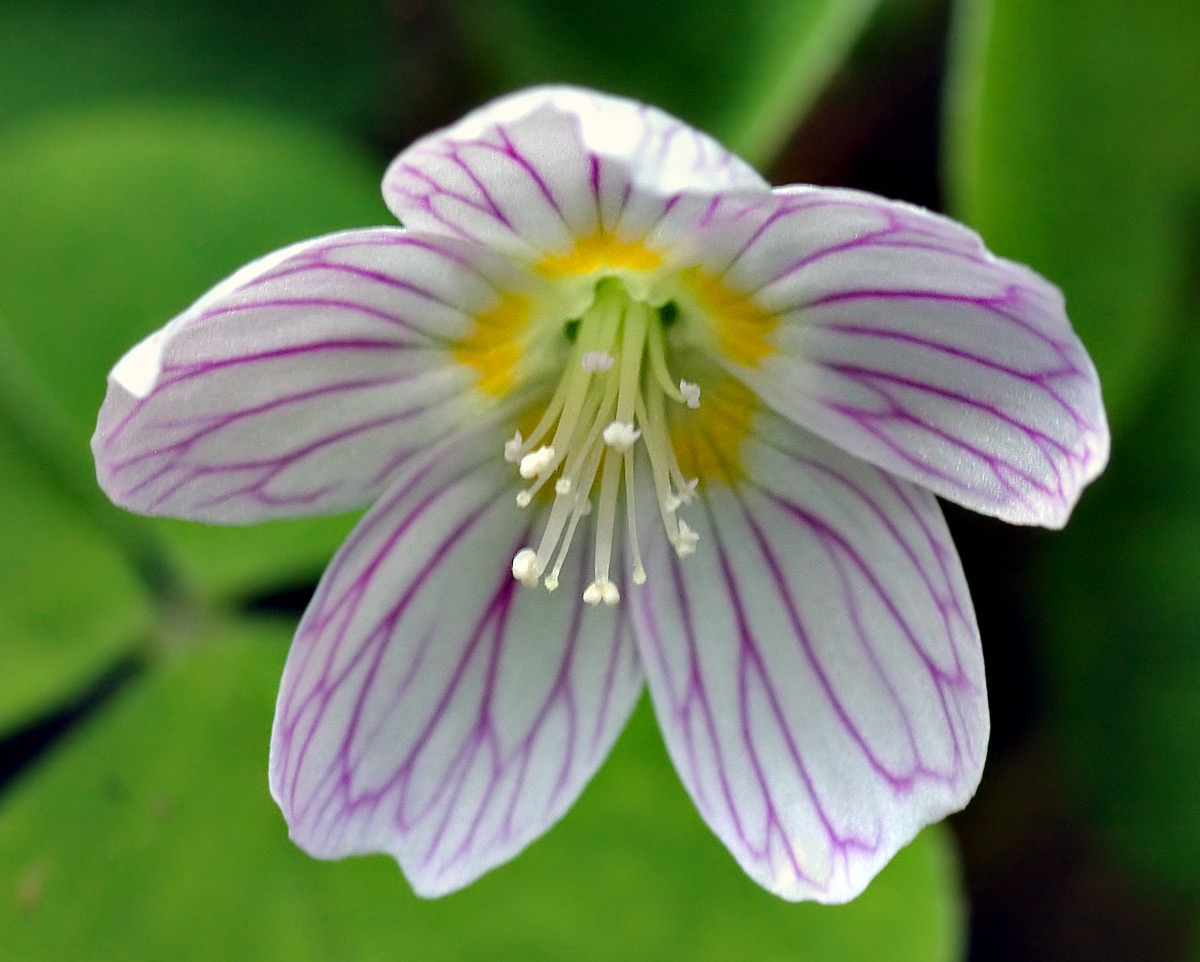
Harsyrans blomma
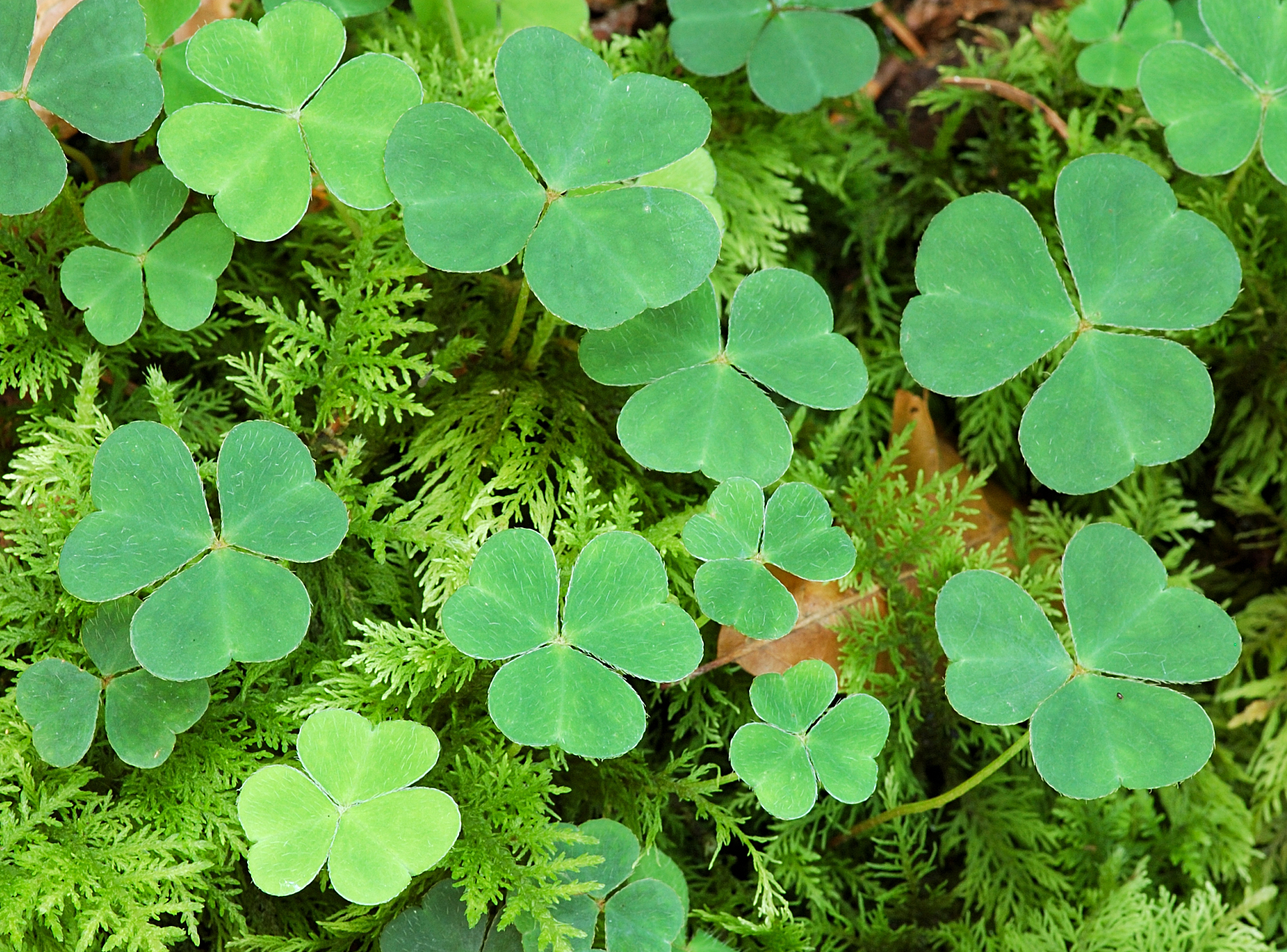
Blad av harsyra bland mossa
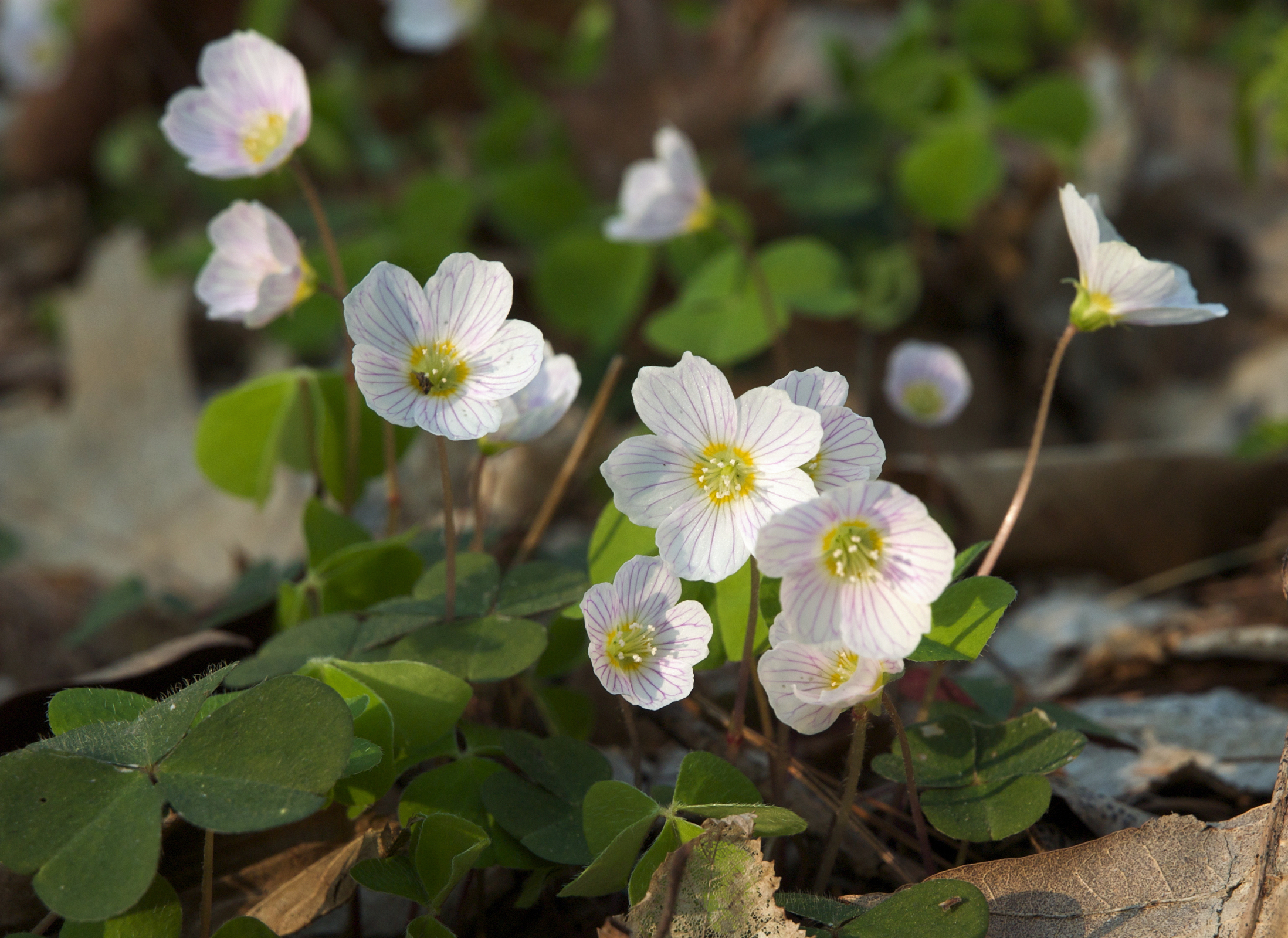
Ett blommande bestånd av harsyra